# Lathys alticola
Lathys alticola är en spindelart som först beskrevs av Denis 1954.  Lathys alticola ingår i släktet Lathys och familjen kardarspindlar.
Artens utbredningsområde är Marocko. Inga underarter finns listade i Catalogue of Life.